# Ong bầu
Ong bầu (tên khoa học là Xylocopa) là một chi trong phân họ Xylocopinae bao gồm các loài ong lớn phân bố trên toàn cầu. Có khoảng 500 loài được xếp vào 31 phân chi. Hầu hết các loài ong trong chi này đục lỗ làm tổ trong thân gỗ, tre chết hoặc gỗ xây dựng. Một số loài trong tông Ceratinini đôi khi được xem là "các loài ong bầu nhỏ".

## Phân loại
Chi này đã được nhà côn trùng học người Pháp Pierre André Latreille miêu tả khoa học năm 1802. Tên khoa học của nó có nguồn gốc từ tiếng Hy Lạp cổ xylokopos/ξῦλοκὀπος "wood-cutter".

## Hình ảnh

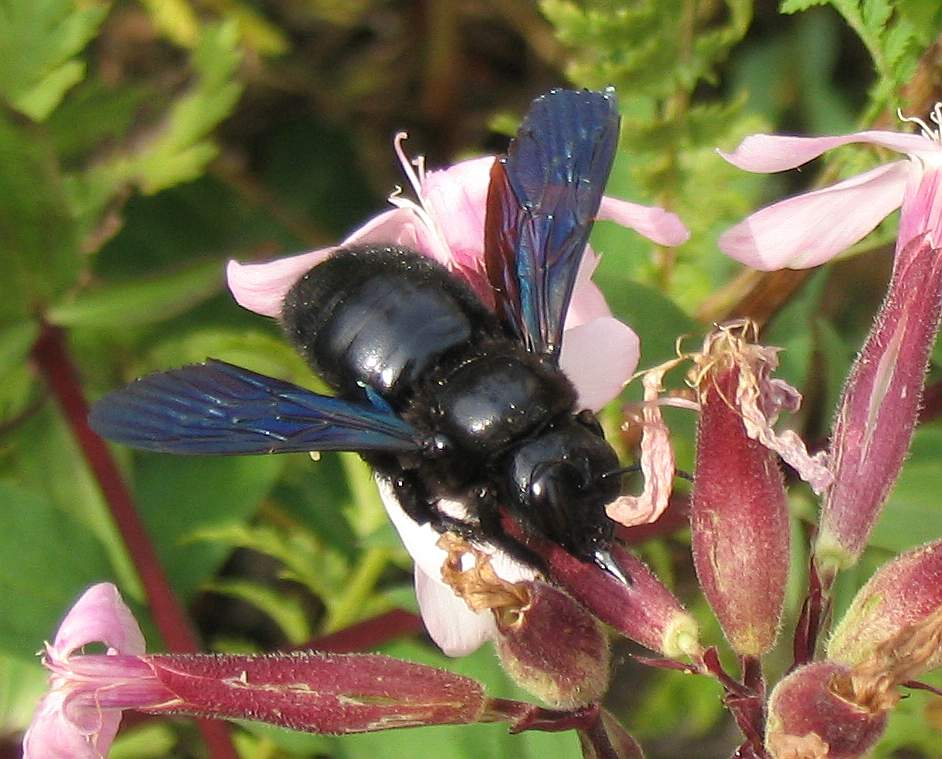
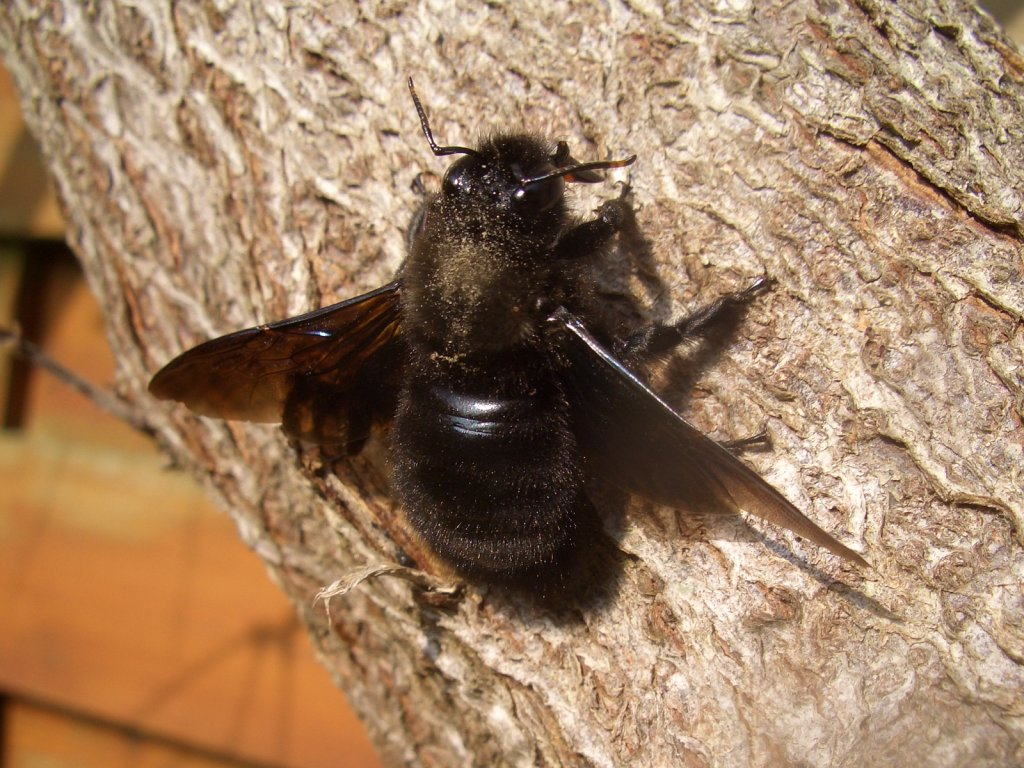
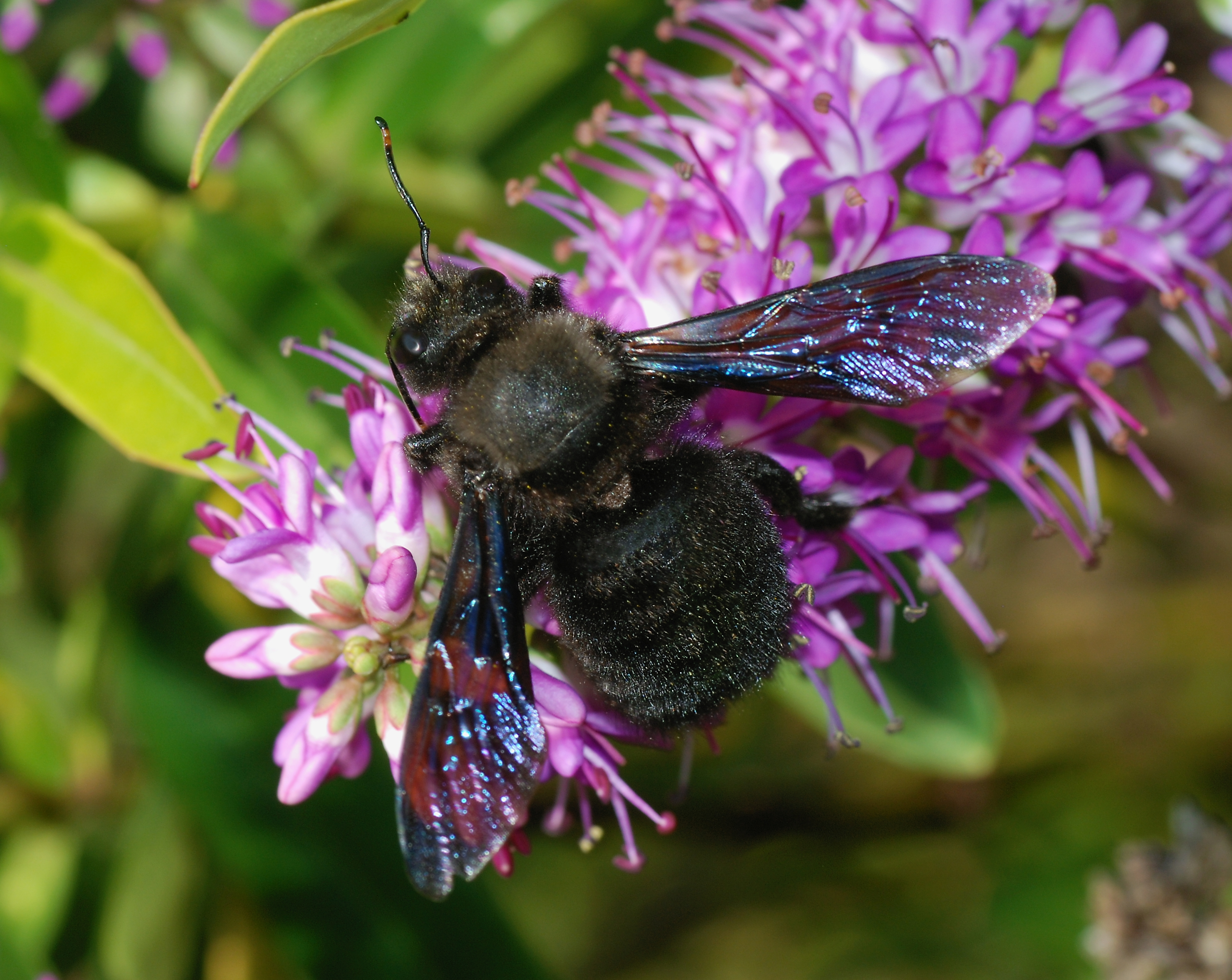
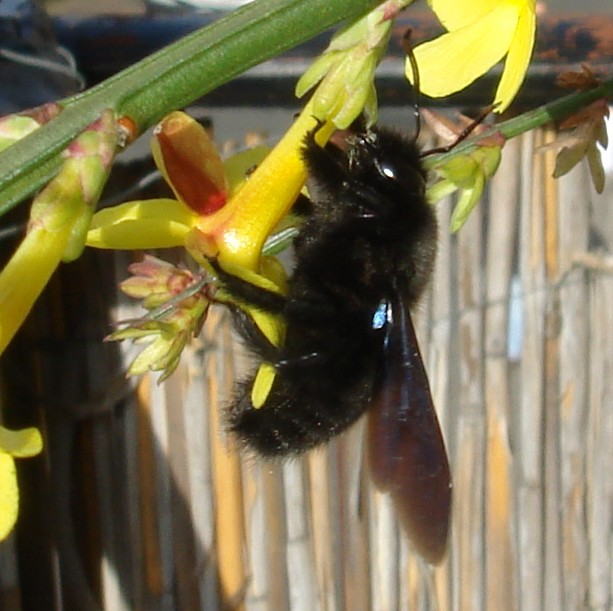
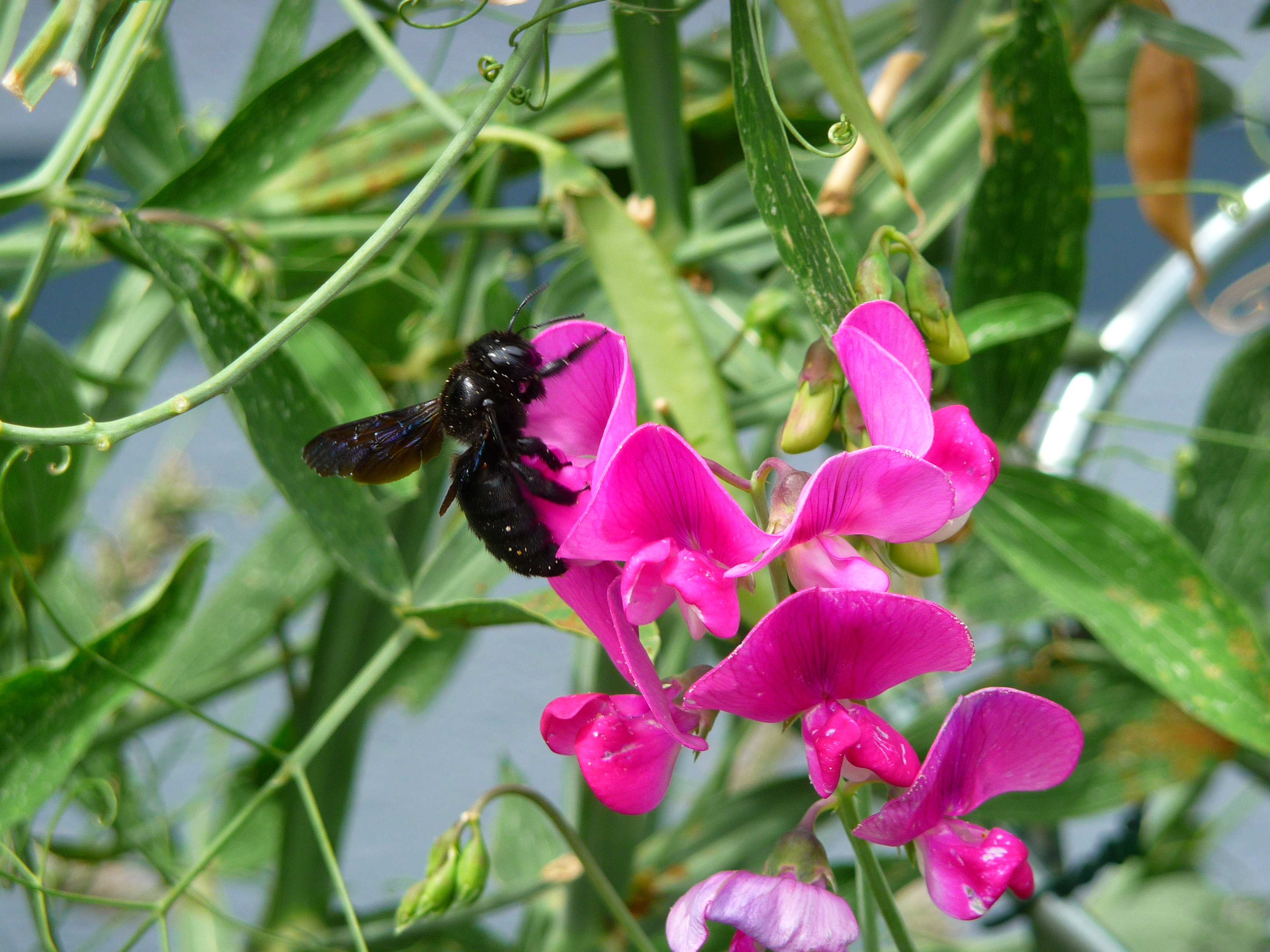
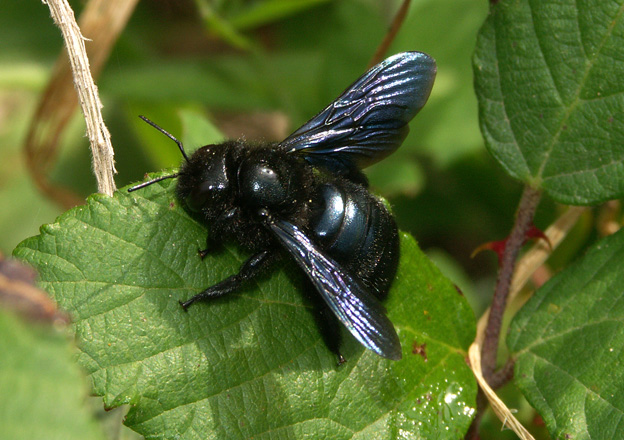
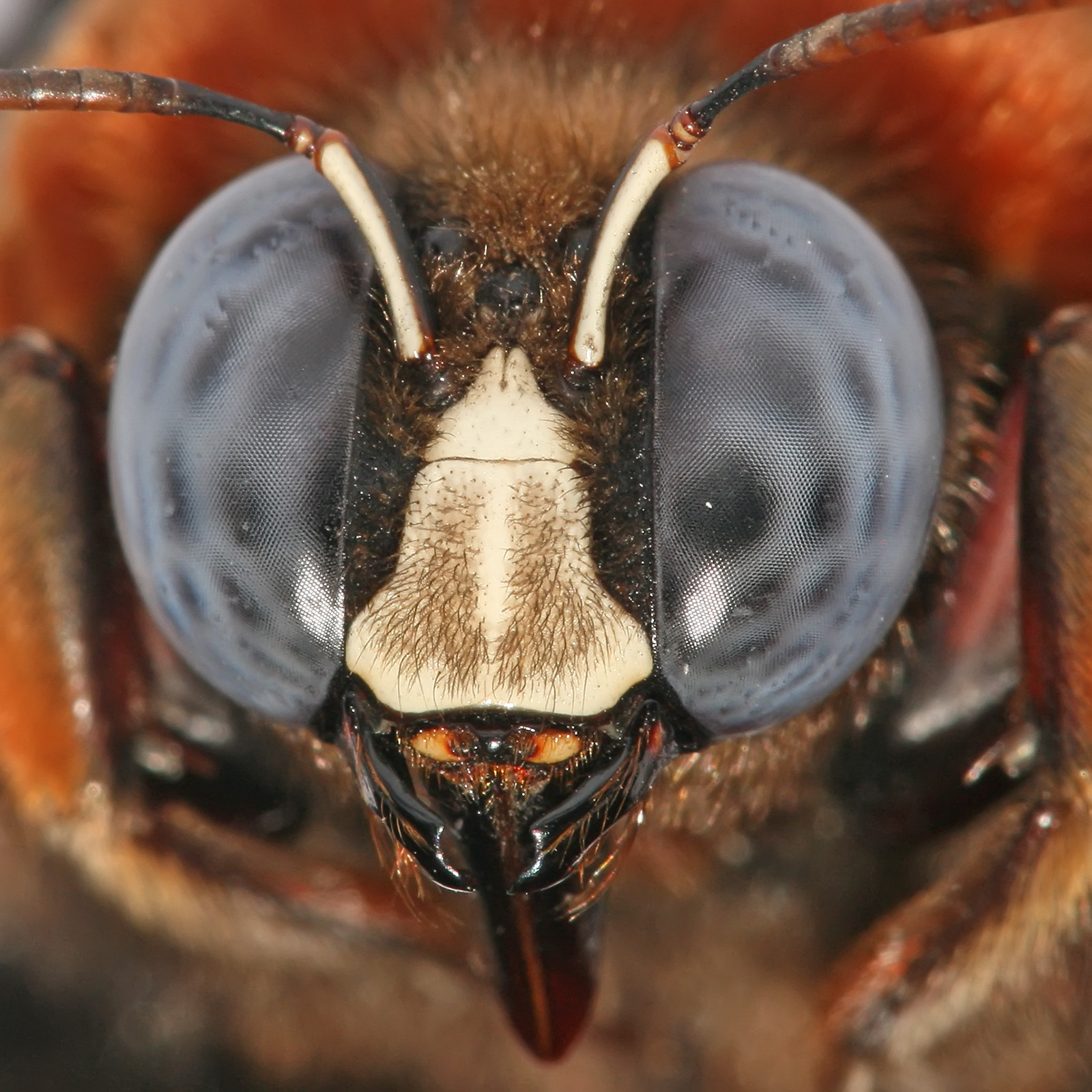
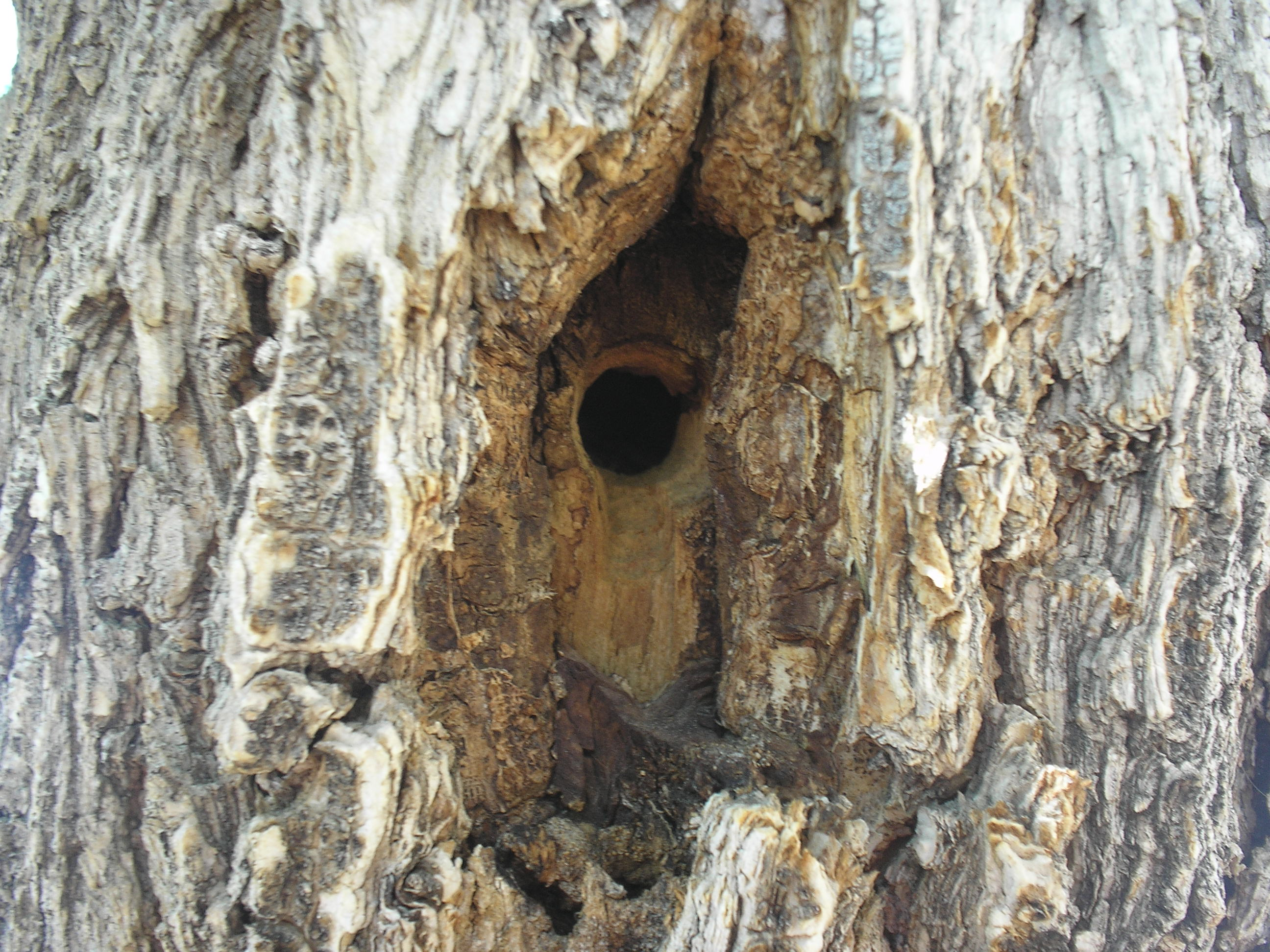